# San Giuseppe (Ribera Montréal)
San Giuseppe, noto anche con San Giuseppe col bastone, è un dipinto del pittore spagnolo Jusepe de Ribera realizzato circa nel 1635 e conservato al Museo delle belle arti di Montréal in Canada.

## Storia
Il dipinto entrò nel museo attraverso il lascito William J. Morrice nel 1943 nella collezione di arte internazionale antica e moderna del MMFA, ora installata nel padiglione Jean-Noël Desmarais al livello 4. 

## Descrizione
San Giuseppe anziano con la barba, è visto in un busto trasformato in destrezza ma solo il suo volto (rivolto verso il cielo) e la sua mano si distinguono dal tenebrismo dello sfondo del decoro. Vediamo sopra la mano alcuni fiori che immaginiamo alla fine del suo bastone. si vede sopra la mano alcuni fiori possono essere alla fine del suo bastone.

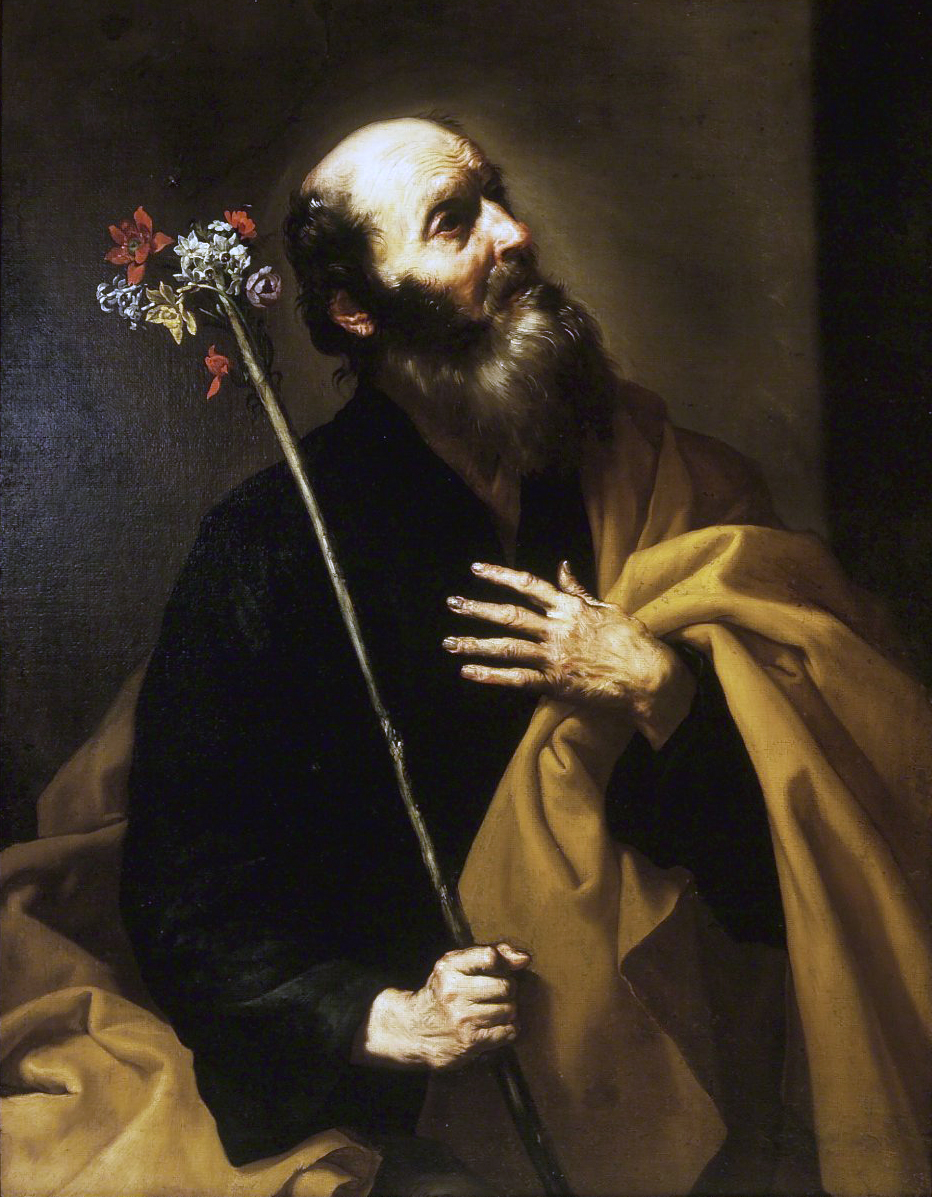
San Giuseppe, di Jusepe de Ribera nel Brooklyn Museum a New York

## Stile
San Giuseppe è riconoscibile (a parte la sua evidente presenza nella Nascita di Gesù) per il suo attributo, un bastone fiorito, visibile anche nelle rappresentazioni del suo matrimonio con la Vergine Maria, fiori che lo rendono riconosciuto come un pretendente accettato. 
Il dipinto riprende il principio di composizione della sua serie di ritratti dei dodici apostoli chiamati Apostolado (tema allora in vigore nelle Fiandre e in Spagna).
Lo stesso tema (personaggio e postura) è stato trattato più volte (in uno stile abbastanza diverso) da Ribera, incluso un dipinto conservato al Brooklyn Museum di New York.